# 沃爾維湖
40°40′54″N 23°28′02″E / 40.68167°N 23.46722°E

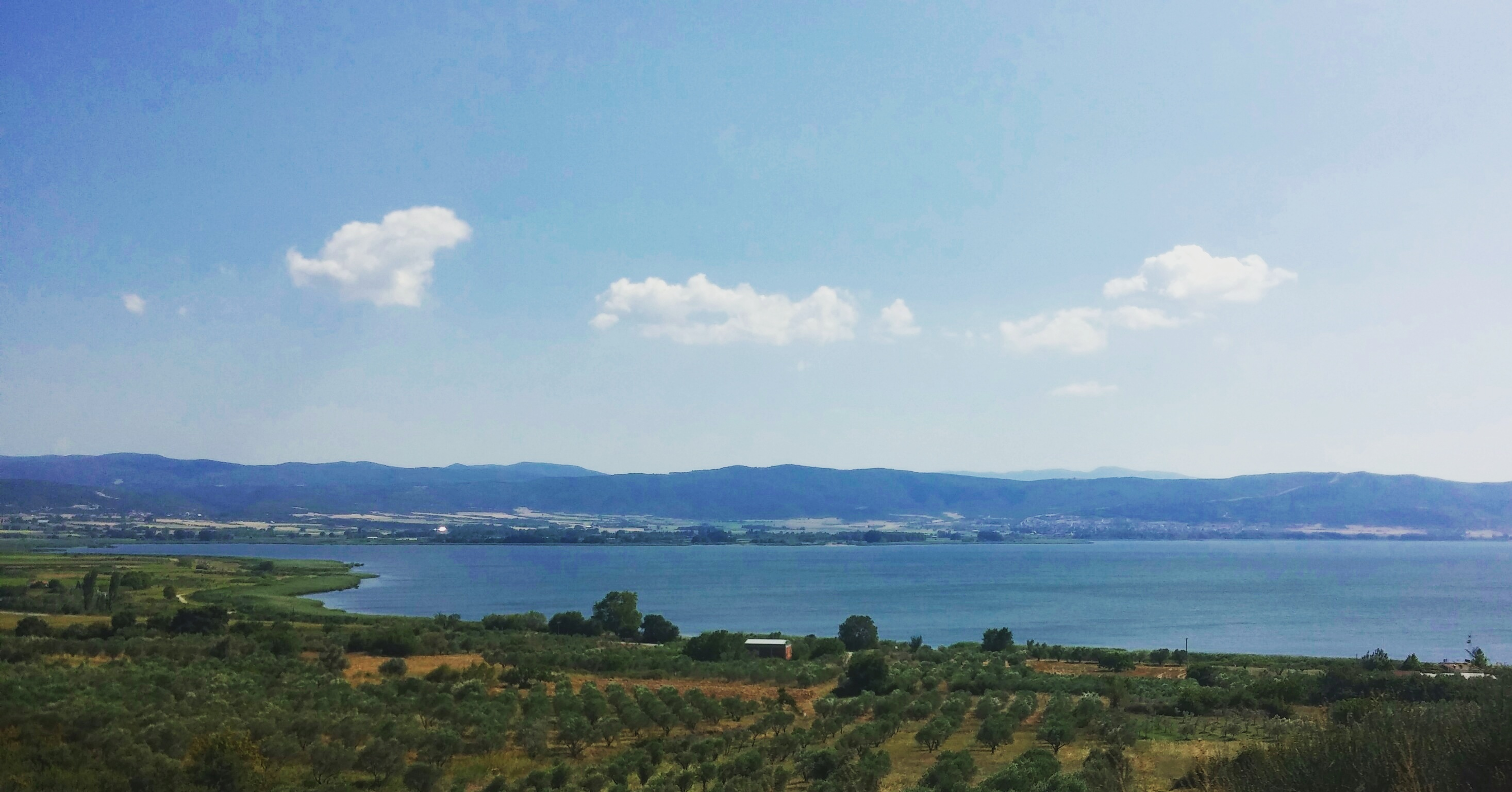
沃爾維湖

沃爾維湖（希臘語：Λίμνη Βόλβη）是希臘第二大湖泊，位於中马其顿大区塞萨洛尼基专区，長21.5公里、寬6公里，面積70平方公里，集水區面積1,247平方公里，海拔高度37米，最大水深22.3米，蓄水量0.94立方公里。

## 外部連結
- Article on Lake Volvi, with photos （页面存档备份，存于）.